# Фро, Катрин
Катрин Фро (фр. Catherine Frot) — французская актриса, обладательница двух национальных кинопремий «Сезар».

## Биография
Катрин Фро родилась 1 мая 1956 года в Париже в семье инженера и учительницы математики. У неё есть младшая сестра Доминик Фро, также актриса. Катрин училась в парижской школе драматического искусства на улице Бланш и Высшей национальной консерватории драматического искусства. Она является одним из основателей театральной труппы Chapeau Rouge, созданной в 1978 году. С середины 1970-х годов Фро помимо работы в театре начала сниматься в телевизионных фильмах и телесериалах, в большом кино дебютировала в 1980 году с небольшой ролью в картине «Мой американский дядюшка». В дальнейшем она стала успешной киноактрисой и десять раз была номинирована на национальную кинопремию «Сезар». Фро дважды выигрывала эту награду: в 1997 году за лучшую женскую роль второго плана в комедии «Семейная атмосфера» и в 2016 году за лучшую женскую роль в драме «Маргарита».
В 1987 году Фро вышла замуж за режиссёра и сценариста Мишеля Кувелара, который снял фильм «Неразлучники» с Катрин в главной роли. В 1996 году они удочерили девочку из Мавритании по имени Сюзанна. Фро является офицером французского ордена «За заслуги», кавалером орденов Искусств и литературы и Почётного легиона.

## Фильмография
| Год  |   | Русское название                 | Оригинальное название              | Роль                |
| ---- | - | -------------------------------- | ---------------------------------- | ------------------- |
| 1980 | ф | Мой американский дядюшка         | Mon oncle d'Amérique               | Арлетта в молодости |
| 1984 | ф | Жак-фаталист и его хозяин        | Jacques le fataliste et son maître | Софи                |
| 1985 | ф | Лестница С                       | Escalier C                         | Беатрис             |
| 1991 | ф | Разрешите вас подвезти           | Bienvenue à bord!                  | блондинка           |
| 1991 | ф | Старая каналья                   | Vieille canaille                   | Мэрилин             |
| 1993 | ф | Ветер с востока                  | Vent d'est                         | Марта Хубнер        |
| 1997 | ф | Семейная атмосфера               | Un air de famille                  | Иоланда             |
| 1998 | ф | Ужин с придурком                 | Le dîner de cons                   | Марлен Сассёр       |
| 1998 | ф | Папарацци                        | Paparazzi                          | Эвелин Бордони      |
| 1999 | ф | Дилетантка                       | La dilettante                      | Пьеретт Дюмортье    |
| 2001 | ф | Хаос                             | Chaos                              | Элен                |
| 2006 | ф | Ассистентка                      | La tourneuse de pages              | Ариана Фушекур      |
| 2006 | ф | Одетта Тулемонд                  | Odette Toulemonde                  | Одетта Тулемонд     |
| 2008 | ф | След ангела                      | L'Empreinte de l'ange              | Эльза Валентен      |
| 2009 | ф | Последний романтик планеты Земля | Les derniers jours du monde        | Омбелин Ребо        |
| 2012 | ф | Боулинг                          | Bowling                            | Катрин              |
| 2012 | ф | Супруги против преступности      | Associés contre le crime           | Пруденс Бересфорд   |
| 2012 | ф | Повар для президента             | Les saveurs du Palais              | Гортензия Лабори    |
| 2015 | ф | Маргарита                        | Marguerite                         | Маргарита Дюмон     |
| 2017 | ф | Найти сына                       | Momo                               | Лоренс Прию         |
| 2017 | ф | Я и ты                           | The Midwife                        | Клер                |